# Verband japanischer Kinderbuchautoren
Der Verband japanischer Kinderbuchautoren (jap. 一般社団法人 日本児童文芸家協会, Shadanhōjin Nihon Jidō Bungeika Kyōkai, engl. Japan Juvenile Writers Association) wurde als Berufsverband von Kinderbuchautoren am 7. Mai 1955 gegründet. Als rechtsfähiger und gemeinnütziger Verein unterstand er bis Juli 2007 der Aufsicht des Amtes für kulturelle Angelegenheiten. 2010 besaß der Verband ca. 490 Mitglieder.

## Übersicht
Der Verband wurde 1955 vom Kinder- und Jugendbuchautor Hirosuke Hamada gegründet und bis zu seinem Tod 1973 geleitet. Daran anschließend setzte Kiyoto Fukuda für 20 Jahre die Arbeit Hamadas fort.
Der Verband vergibt alljährlich vier Literaturpreise zur Anerkennung der Werke seiner Mitglieder: seit 1976 den Preis des Verbandes japanischer Kinderbuchautoren, seit 1972 den Preis für Debütanten der Kinderliteratur (児童文芸新人賞, Jidō Bungei Shinjinshō), seit 2005 den Fukuda-Kiyoto-Preis (福田清人賞) und bereits seit 1959 den Preis für besondere Verdienste um die japanische Kinderliteratur (日本児童文化功労賞, Nihon Jidō Bunka Kōrōsha). Zudem veröffentlicht der Verband zweimonatlich in einer eigenen Zeitschrift Jidō Bungei Kinderliteratur. Kinderbuchautoren sind landesweit in einzelnen Verbandsgruppen organisiert.

## Präsidenten
- Hamada Hirosuke (1961–1973)
- Fukuda Kiyoto (1975–1997)
- Kawamura Takashi (1998–2010)

## Vorsitzende
- Hamada Hirosuke (1955–1960)
- Fukuda Kiyoto (1961–1974)
- Yamanushi Toshiko (1975–1988)
- Nishizwaw Shōtarō (1989–1992)
- Takahashi Hiroyuki (1993–1996)
- Takeno Sakae (1997–1998)
- Oda Nobuko (1999–2004)
- Amanuma Haruki (2005–2008)
- Muramatsu Sadafumi (2009–2012)
- Yabe Michio (seit 2013)